# Giuliano Maiorana
Giuliano Maiorana (Cambridge, 18 aprile 1969) è un ex calciatore inglese, di ruolo centrocampista.

## Carriera
Figlio di immigrati italiani a Cambridge, dopo aver giocato per alcuni anni a livello amatoriale in una squadra allenata da suo padre, nel 1987 viene ingaggiato dai semiprofessionisti dell'Histon, club di decima divisione; nel corso degli anni effettua anche dei provini con club professionistici quali Cambridge Utd e Brentford, nel novembre del 1988 viene invitato per un provino dal Manchester Utd, che successivamente, dopo averlo schierato da titolare in una partita amichevole contro il Birmingham City, decide di ingaggiarlo pagando 30000 sterline e facendogli firmare un contratto di 4 anni. Esordisce con i Red Devils il 16 gennaio 1989 subentrando dalla panchina in una partita di campionato sul campo del Millwall, mentre nel successivo mese di aprile fa il suo esordio da titolare in una partita ad Old Trafford contro l'Arsenal. Complessivamente nel corso della sua prima stagione gioca 6 partite in prima divisione, 2 delle quali da titolare. Nella stagione 1989-1990 gioca 2 ulteriori partite, entrambe subentrando dalla panchina, una in prima divisione ed una in Coppa di Lega; col passare dei mesi il suo rapporto con l'allenatore Alex Ferguson finisce per deteriorarsi, e viene impiegato sempre più spesso solamente con la squadra riserve; successivamente, nell'aprile del 1991, in una partita amichevole della squadra riserve contro l'Aston Villa, subisce un gravissimo infortunio ad un ginocchio, che ne limita notevolmente la carriera: rimane infatti in rosa allo United fino al termine del suo contratto, alla fine della stagione 1993-1994, senza però più venire impiegato in partite ufficiali con la prima squadra.
Nel 1995 viene ingaggiato dagli svedesi del Ljungskile, club della seconda divisione del Paese scandinavo: dopo pochi mesi, in cui gioca solamente 5 partite, lascia però la squadra. Lascia poi anche il calcio professionistico, tornando a lavorare nel negozio di famiglia e giocando a livello dilettantistico con il Newmarket Town, club di Eastern Counties League Premier Division (nona divisione inglese).

## Palmarès

### Club

#### Competizioni nazionali
- Coppa d'Inghilterra: 1

Manchester United: 1989-1990